# Pietro Paolo Floriani
Pietro Paolo Floriani (né à Macerata le 26 avril 1585 et mort à Ferrare le 27 mai 1638) était un ingénieur et architecte italien qui a conçu des bâtiments et des fortifications militaires.
Floriani est né le 26 avril 1585 à Macerata de Pompeo Floriani et Claudia Rotelli. Son père est un ingénieur militaire qui avait acquis une bonne réputation en faisant des observations prémonitoires sur les fortifications de Tunis et de Malte. Pietro a été encouragé dès son plus jeune âge à suivre l'exemple de son père, mais malheureusement ce dernier décède quand Pietro Paolo a quinze ans.
En 1606, il épouse Maria Fedeli, mais elle meurt en 1608 en donnant naissance à leur fille Camilla.
En 1617, il participe à la défense de San Germano Vercellese, le travail fait sur les fortifications obligea les Piémontais à lever le siège. Il rétablit ces fortifications réduites en ruines par les actions de guerre. Après les guerres piémontaises, Philippe III lui confie une tâche risquée d'aller explorer les fortifications d'Alger pour planifier une conquête de la ville.
En 1635, le grand maître de l'ordre de Saint-Jean de Jérusalem, Antoine de Paule, invite Floriani pour qu'il puisse proposer la meilleure façon de renforcer les défenses de La Valette. Floriani propose une ligne de fortifications bien en avant de la ville (à 600 m) finissant l'occupation de la péninsule de Xiberras. La zone située entre La Valette et les nouvelles fortifications devient la ville de Floriana du nom de l'ingénieur et les fortifications, les lignes de Floriana.